# Ministre des Affaires étrangères (Bulgarie)
Le ministre des Affaires étrangères (Министерство на външните работи, Ministerstvo na vanshnite raboti) de Bulgarie est le ministre à la tête du ministère des Affaires étrangères. Cette fonction existe depuis la Libération de la Bulgarie, puisque le premier ministre à occupe ce poste a pris ses fonctions le 17 juillet 1879. Jusqu'en 1947, il était connu sous la dénomination de ministre des Affaires étrangères et religieuses.

## Attributions
Le 13 septembre 2007, l'Assemblée nationale de Bulgarie a adopté la loi sur le service diplomatique ((bg) Закона за дипломатическата служба) qui dispose en son article 6 :
« Art. 6.
1. Le ministre des Affaires étrangères dirige, coordonne et supervise la mise en œuvre de la politique de l'État en matière de politique étrangère et de relations internationales de la République de Bulgarie.
2. Le ministre des Affaires étrangères dirige le service diplomatique. »
— Assemblée nationale de Bulgarie, Loi sur le service diplomatique
En vertu l'article 13 de cette même loi, le ministre des Affaires étrangères peut nommer des ambassadeurs « au large » – des diplomates qui étaient chefs de missions diplomatiques à l'étranger pour au moins trois ans (art. 23 al. 1 de cette même loi), et des coordonnateurs spéciaux – diplomates au rang inférieur à celui de « ministre » qui étaient chefs de missions diplomatiques à l'étranger au moins trois ans aussi. Leur compétence propre sont déterminées par le ministre des Affaires étrangères.
Il est chargé de nommer le personnel administratif du ministère (art. 14 al. 1 de ladite loi) ainsi que l'inspecteur général (art. 15 al. 1).

## Compléments